# För alla vindar
För alla vindar är en amerikansk film från 1956 i regi av Douglas Sirk. Det är en filmatisering av Robert Wilders bok För alla vindar från 1946. Dorothy Malone belönades med en Oscar för bästa kvinnliga biroll för sin gestaltning av Marylee Hadley i denna film.

## Rollista
- Rock Hudson - Mitch Wayne
- Lauren Bacall - Lucy Moore Hadley
- Robert Stack - Kyle Hadley
- Dorothy Malone - Marylee Hadley
- Robert Keith - Jasper Hadley
- Grant Williams - Biff
- Robert J. Wilke - Dan Willis
- Edward Platt - Dr. Cochrane
- Harry Shannon - Hoak Wayne
- John Larch - Roy Carter
- Maidie Norman - Bertha